# Saint-Ouen (Loir-et-Cher)
Saint-Ouen is een gemeente in het Franse departement Loir-et-Cher (regio Centre-Val de Loire). De plaats maakt deel uit van het arrondissement Vendôme. Saint-Ouen telde op 1 januari 2022 3.016 inwoners.

## Geografie
De oppervlakte van Saint-Ouen bedroeg op 1 januari 2022 11,3 vierkante kilometer; de bevolkingsdichtheid was toen 266,9 inwoners per km².

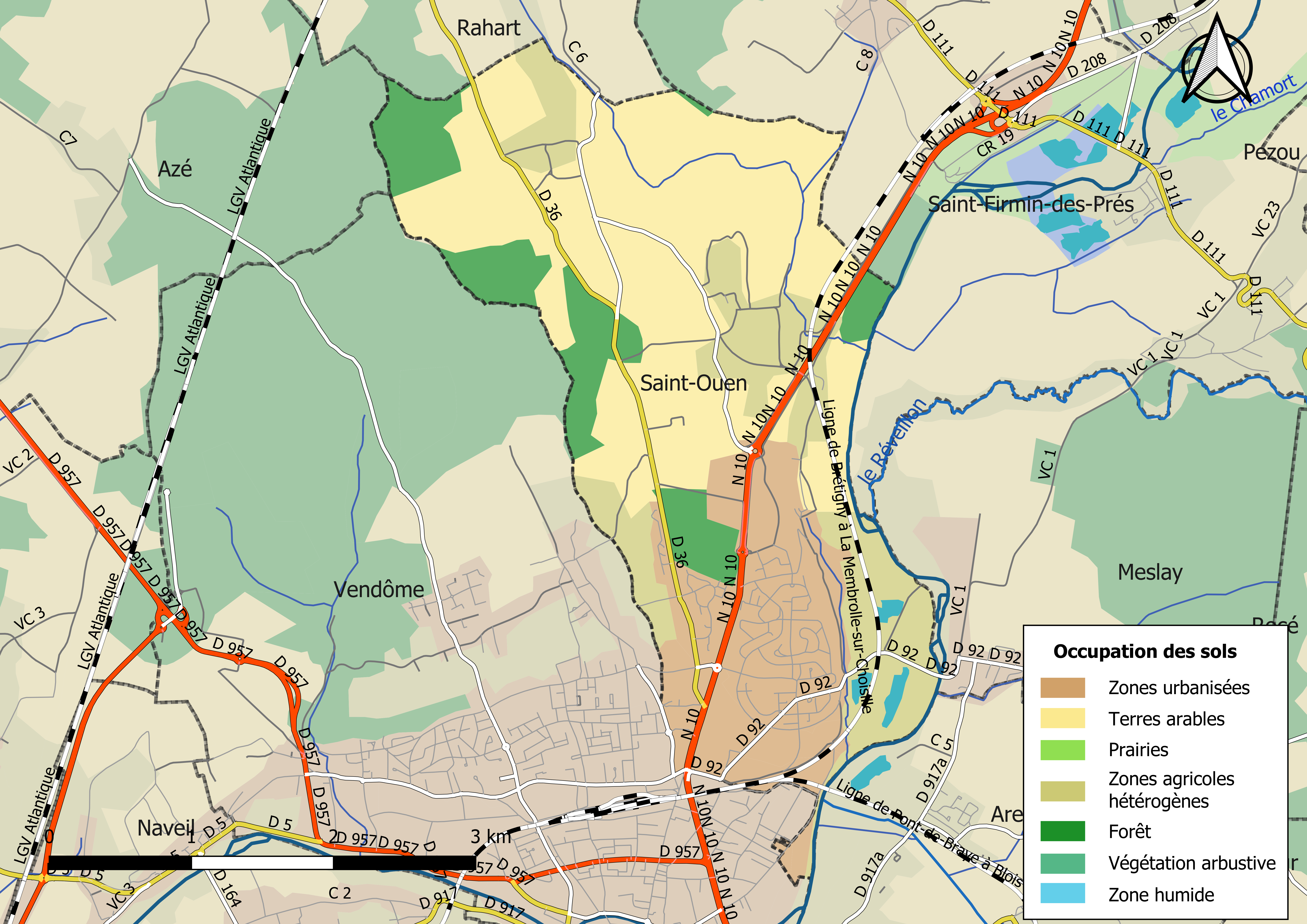
Kaart van de gemeente met de belangrijkste infrastructuur, bodemgebruik en omliggende gemeenten

## Demografie
Onderstaande figuur toont het verloop van het inwonertal (bron: INSEE-tellingen).